# Чесноков, Дмитрий Юрьевич (1969)
Дмитрий Юрьевич Чесноко́в (3 марта 1969) — советский и российский футболист, защитник, нападающий.

## Карьера
Практически всю карьеру провёл в клубах низших лиг России и Украины — «Чайка» Севастополь (1990, 1991—1993), «Торпедо» Таганрог (1990, 1995), «Башсельмаш» Нефтекамск (1991), «Заводчанин» Саратов (1995—1996), «Салют-ЮКОС» Белгород (1997), «Кремень» Кременчуг (1997—1999), «Газовик» Оренбург (2000), «КАМАЗ-Чаллы» Набережные Челны (2000), «Хопёр» Балашов (2001), «Зенит» Пенза (2002), «Металлург-Метизник» Магнитогорск (2003), «Торпедо» Волжский (2003), «Сокол» Саратов (2004).
В 1999 году сыграл 13 игр в высшей лиге Казахстана за «AES Елимай».
В 2007—2010 годах — администратор в саратовском «Соколе», в 2011—2013 — начальник команды.